# Narodni park Gesäuse
Narodni park Gesäuse je bil ustanovljen leta 2002. Leži v gorskem območju Zgornje Štajerske in pokriva velike dele pogorja Gesäuse znotraj Ennstalskih Alp in strmo vodno vrzel reke Aniže med Admontom in Hieflauom. Območje zajema tudi dele občin Johnsbach, Weng, Landl in Sankt Gallen.
Narodni park trenutno obsega 110 km2, načrtovanih pa je še 15 km2. Ustanovljen je bil 26. oktobra 2002.
Najvišja gora je Hochtor z 2369 metri.

## Geografija
Trenutno (glede na GIS) je 12.118 hektarjev (okoli 120 km²) površine zahodno od Ennsknie (koleno Aniže) na Zgornjem Štajerskem. Območje načrtovanja ob ustanovitvi je obsegalo skupno 125 km². Več kot 99 % današnje površine je v lasti Štajerskih državnih gozdov, le majhen odstotek je javnih voda ali zasebne lastnine. Značilne so strme gore Gesäuse z izrazitimi skalami in soteski podoben dolinski del Aniže med vhodom v Gesäuse in Hieflau. Nadmorska višina je med 490 m in 2369 m (Hochtor).

### Coniranje
Narodni park je razdeljen na naravno cono in varstveno cono. Naravna cona obsega okoli 75 % površine in bo po zaključku načrtovanih upravljavskih ukrepov ostala brez posegov. Ohranjevalno območje dovoljuje omejene oblike rabe (kot je ekstenzivno kmetijstvo) in vključuje infrastrukturo.
Da bi se približali cilju brez motenj, je bilo po obsežnih pripravah v letu 2018 85 % območja določenih za biotopski varstveni gozd (v skladu z §32a Zakona o gozdarstvu 1975). V tem primeru je lastnik zemljišča oproščen obveznosti izvajanja obveznih ukrepov proti napadu podlubnikov. Čeprav se na tem določenem območju ne izvajajo nobeni gozdno higienski ukrepi, se takšni ukrepi strogo izvajajo na preostalih območjih, da bi zaščitili sosednje gozdne dejavnosti in infrastrukturo pred učinki obsežnih nesreč.

## Naravni prostor
Življenjski prostori vode, gozdov, alpskih pašnikov in kamnin so odločilni elementi narodnega parka Gesäuse. Zaradi njihovega posebnega pomena so bili vključeni v logotip narodnega parka v obliki modrih, zelenih in sivih črt. Reka Aniža buči skozi sotesko ob vhodu v naravni spomenik Gesäuse. Vanjo se stekajo pritoka Johnsbach in Hartelsgraben ter številna vodna telesa, od katerih so nekatera le začasna. Približno polovico območja narodnega parka pokriva gozd. V dolini najdemo aluvialne gozdove in gozdove javorja in jesena. Na nekaterih lokacijah kot relikvije ledene dobe rastejo gozdovi snežne vrese in bora. Po površini predstavljajo velik delež smrekovo-jelovo-bukovi gozdovi, pri čemer so bili številni gozdovi v preteklosti pod močnim vplivom gozdarstva, danes v njih prevladuje smreka. Na višjih nadmorskih višinah se pridružuje macesen. Kot posebnost tu rastejo skrajni vzhodni sestoji cemprina. Nad drevesno mejo tvori gorski bor sklenjen pas krivega lesa. Zaradi visoke energije reliefa se rastline selijo tudi po dolini v naplavinah in plazovitih kanalih, tako da je v bližini doline v narodnem parku Gesäuse veliko število alpskih rastlin (in živali).

### Posebno zaščitene vrste
Preizkušene vrste iz direktive o habitatih so metulji gorski apolon, veliki mravljinčar, črtasti medvedek, Scopolijev zlatook in travniški postavnež, alpski kozliček, hribski urh, riba kapelj, piškurji, širokouhi netopir, mali podkovnjak in vidra. Med rastlinami so našteti lepi čeveljc, zeleni vilicasti mah (Dicranum viride) in mah Buxbaumia viridis.
Od 90 vrst ptic gnezdilk jih je 17 navedenih v Dodatku I Direktive o varstvu ptic, 24 pa jih je ogroženih po vsej Avstriji.

### Endemiti
Narodni park Gesäuse velja za vročo točko za endemite. V tem delu severovzhodnih apneniških Alp je gostota vrst z majhno geografsko razširjenostjo še posebej velika. Na uradni spletni strani narodnega parka je naštetih 30 endemičnih rastlinskih vrst , vključno z nageljnom Dianthus plumarius, severovzhodnim pritlikavim makom Papaver alpinum ali avstrijskim zvončkom Campanula pulla. Med živalskimi vrstami je poimenovanih 195 endemitov , med njimi hrošči Megabunus lesserti, suhe južine in Nebria dejeanii styriaca.

## Zgodovina
- Konec 19. stoletja so bili ustanovljeni štajerski državni gozdovi za zaščito pred zemljiško špekulacijo.
- Leta 1913 so se pojavili prvi predlogi za ustanovitev Štajerskega naravnega rezervata v Niedere Tauern in hkrati načrti za obsežno uporabo hidroenergije v Gesäuse.
- Leta 1958 je štajerska deželna vlada razglasila Gesäuse in sosednji Ennstal do deželne meje ter Wildalpener Salzatal za prva naravovarstvena območja v pokrajini.
- Leta 1977 je državni parlament sprejel resolucijo o ustanovitvi narodnega parka Niedere Tauern. Sledile so različne študije in kontroverzne razprave.
- Jeseni 1997 je bila ustanovljena predhodnica združenja narodnih parkov Gesäuse, ki podpira narodni park.
- Leta 1998 je bilo ustanovljeno združenje za zaščito narodnega parka Gesäuse, ki je nasprotovalo ustanovitvi narodnega parka.
- Leta 2001 je bilo več referendumov, ki so se končali nedosledno.
- 12. marca 2002 je bil v državnem parlamentu sprejet zakon o narodnem parku.
- 1. marca 2003 so začeli veljati odloki, deklaracija narodnega parka in načrt narodnega parka.
- Narodni park Gesäuse je 5. decembra 2003 prejel mednarodno priznanje IUCN kot zavarovano območje kategorije II.
- 9. februarja 2006 je bilo ustanovljeno združenje za turizem alpske regije narodnega parka Gesäuse, ki se je novembra 2007 razširilo. Do konca leta 2014 je obsegal 12 skupnosti, nato 5.

## Turistična infrastruktura

### Turistično društvo Gesaeuse
Tri skupnosti narodnih parkov sodelujejo z drugimi skupnostmi v regiji v okviru Turističnega združenja Gesäuse. V okviru strukturne reforme občin na Štajerskem je bilo 1. januarja 2015 prestrukturirano tudi leta 2006 ustanovljeno turistično društvo v skladu s Štajerskim zakonom o turizmu iz leta 1992 (3. odst. 4.).
Skupnosti so (v oklepaju lokalni razred): Admont (B), Altenmarkt pri St. Gallnu (C), Ardning (C), Landl (B), St. Gallen (B)

### Pomembni kraji
- Turistična pisarna ima sedež v Admontu, kjer je informacijska pisarna namenjena obiskovalcem.
- Uprava narodnega parka je v Wengu.
- Paviljon narodnega parka je sredi narodnega parka v Gstatterbodnu. Poleg gastronomije se iz stavbe odpira fascinanten pogled na skupino Hochtor. Stavba iz lesa, stekla in betona je okrašena v barvah narodnega parka.
- V bližini Johnsbacha ob Aniži je Weidendom, kompleks vrbove cerkve iz živih dreves in ponjav, v kateri si lahko med drugim ogledate predstavitve in opazovanja z mikroskopom. Še ena zanimivost za naravovarstveno in okoljsko vzgojo je »Hodeči ekološki odtis« v njeni neposredni bližini.
- Tematske poti so Au Adventure Trail skozi Lettmayr Au, Wilde John od Weidendoma do Johnsbacha, Johnsbacher Kupferweg med rudnikom bakra v Radmerju in Johnsbachu ter Linx Trail, ki povezuje zavarovana območja narodnega parka Kalkalpen, narodni park Gesäuse in območje divjine Dürrenstein.